# ガヘリス
ガヘリス卿（Sir Gaheris）はアーサー王物語に登場する円卓の騎士の一人。オークニーのロット王の息子であり、アーサー王の甥にしてガウェイン卿の弟でもある。他の兄弟にアグラヴェイン卿、ガレス卿、父親違いの弟にモルドレッド卿がいる。

## 概要
大陸文学においてガヘリスの名は、12世紀後半にクレティアン・ド・トロワのフランス詩『エレクとエニード』に記されたアーサー王の騎士の一覧に、Gaherietとして初めて登場する。クレティアンの後期の『ペルスヴァルまたは聖杯の物語』にも再び登場する。
13世紀初頭の『ランスロ＝聖杯サイクル』は、ガヘリスを主要人物として取り上げた最初の作品である。この散文では、ガヘリスの人物像について勇敢、機敏、美男子、右腕が左腕より長かったと書かれている。しかし、寡黙でありながら一度怒るとその激情は凄まじい人物として描写され、彼は「同輩の中で最も口下手だった」とされている。とはいえ、この散文では、父ロット王が統治していたオークニーの貴族たちが、兄弟の誰よりもガヘリスの方が王にふさわしいと考え、王国をガヘリスに譲ろうとする様子が描かれている（ただし、ガヘリスは少なくとも聖杯探索が終わるまでは戴冠を拒否している）。 『散文マーリン』でも、彼は兄弟の中でも最高の騎士であり、少なくともガウェインと同等であると評されている。
『後期流布本サイクル』の『マーリン』では、妖精の島の女王からガヘリスに花が贈られ、ガヘリスが自分の罪によって母親を死なせなければ、円卓の騎士のうち2人を除く全員を善良さと勇敢さで凌ぐだろうと予言されている。ガヘリスはその後、ガウェインとマーハウスを救う旅に出発するが、その途中で、嫉妬深い兄のアグラヴェインに二度襲われるも、そのたびに完膚なきまでに打ち負かす。最終的に彼はガウェインとマーハウスを救出し、後に後者とともにアイルランドへ向かった。
散文連作を通して、ガヘリスはその後アーサー王の騎士としてさらなる戦争に加わる。また、バグデマグス王救出のような自身の冒険に加えて、兄ガウェインの冒険にもしばしば参加する。これらのエピソードのいくつかはトーマス・マロリーの『アーサー王の死』で語られている。それによるとガヘリスは騎士になる前はガウェインの従者であり、冒険の間ガウェインの激しい気性を和らげ、その後自身も騎士に叙せられる。後にガヘリスは弟ガレスの妻リオネスの妹で傲慢な乙女リネットと結婚する。
『後期流布本サイクル』（マロリーの語りを含む）では、ガヘリスは父ロット王を殺害したペリノア王の復讐殺人に加わっている。さらに悪名高いのは、ガヘリスが自分の母親であるモルゴースと恋人のラモラックの同衾中に踏み入り、モルゴースを斬首したことである。ラモラックは逃亡を許されるが、後にガヘリスとガレスを除く他の兄弟3人がラモラックを追い詰める。彼らはガヘリスによって騙され、ラモラックが母親モルゴースを殺したと思い込んでいた。彼らは卑劣にも待ち伏せしてラモラックを襲い、ガウェイン（もしくはモルドレッド）がラモラックを背後から突き刺して殺害する。アーサー王はガヘリスがモルゴースの本当の殺人者だと知り、彼は宮廷から追放される。ガヘリスはその後、母親の復讐としてモルドレッドとアグラヴェインによって斬首されそうになるが、ガレスがガウェインを説得して、事なきを得る。追放された後、ガヘリスは捕虜になるがパラメデスに救出され、パーシヴァルの仲間として聖杯探索の旅に加わる。
『散文のトリスタン』では、ガヘリスは主人公トリスタンの友人であり、彼を支援して、マーク王にトリスタンのコーンウォールからの追放を取り消すように強いる。トリスタンの物語では、ガヘリスはここで悪役にされているガウェインよりもはるかに優れた騎士として描かれている。
ベラルーシ版の『Povest' o Tryshchane』では、ガヘリスはアーサーの王の息子（甥ではなく）としてGarnotという名前で登場する。しかしマロリーの語りでは、ガヘリスはアーサー王に寵愛されているトリスタンを憎んでいる。ガヘリスはアグラヴェインと組んでトリスタンを攻撃すると、コーンウォールの騎士たちは彼らとガウェインを「善良な騎士たちを最も殺した殺人者ども」と呼んだ。
『アーサー王の死』では、物語後半になってガウェインの一族とランスロットの一族が対立するようになると、弟のガレスとともにガヘリスはランスロット派に属するようになる。もともと、ガヘリスはタークィンに監禁されているところをランスロットに救われているという過去があるのでランスロットに恩義があったのである。そこで、アグラヴェインからランスロットとグィネヴィアの不倫を暴き、ランスロットを失脚させようと提案された際、これをしっかりと拒絶している。
ランスロットが火炙りの刑からグィネヴィアを救出する際に彼が死亡したことは、『アーサー王の死』に記されている。アーサー王はオークニーの兄弟全員にグィネヴィアの処刑の警護を命じ、ガヘリスとガレスはしぶしぶ同意する。ランスロットは愛する女性を救おうと駆けつけ、故意ではないにしろガヘリスとガレスを殺害してしまった。後々、ガレスの死についてはガウェイン、ランスロットともに悲しみ、悲嘆にくれるのであるが、『ランスロ＝聖杯サイクル』では同時に死亡したガヘリスの名前はあまり述べられることがなかった。一方で『アーサー王の死』では、ガウェインはガヘリスの死を非常に悼んでいる。ガウェインは激怒し、その結果生じた新たな血の確執がアーサー王の王国の崩壊に繋がった。